# Asien-Afrika-Institut

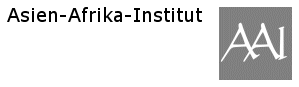

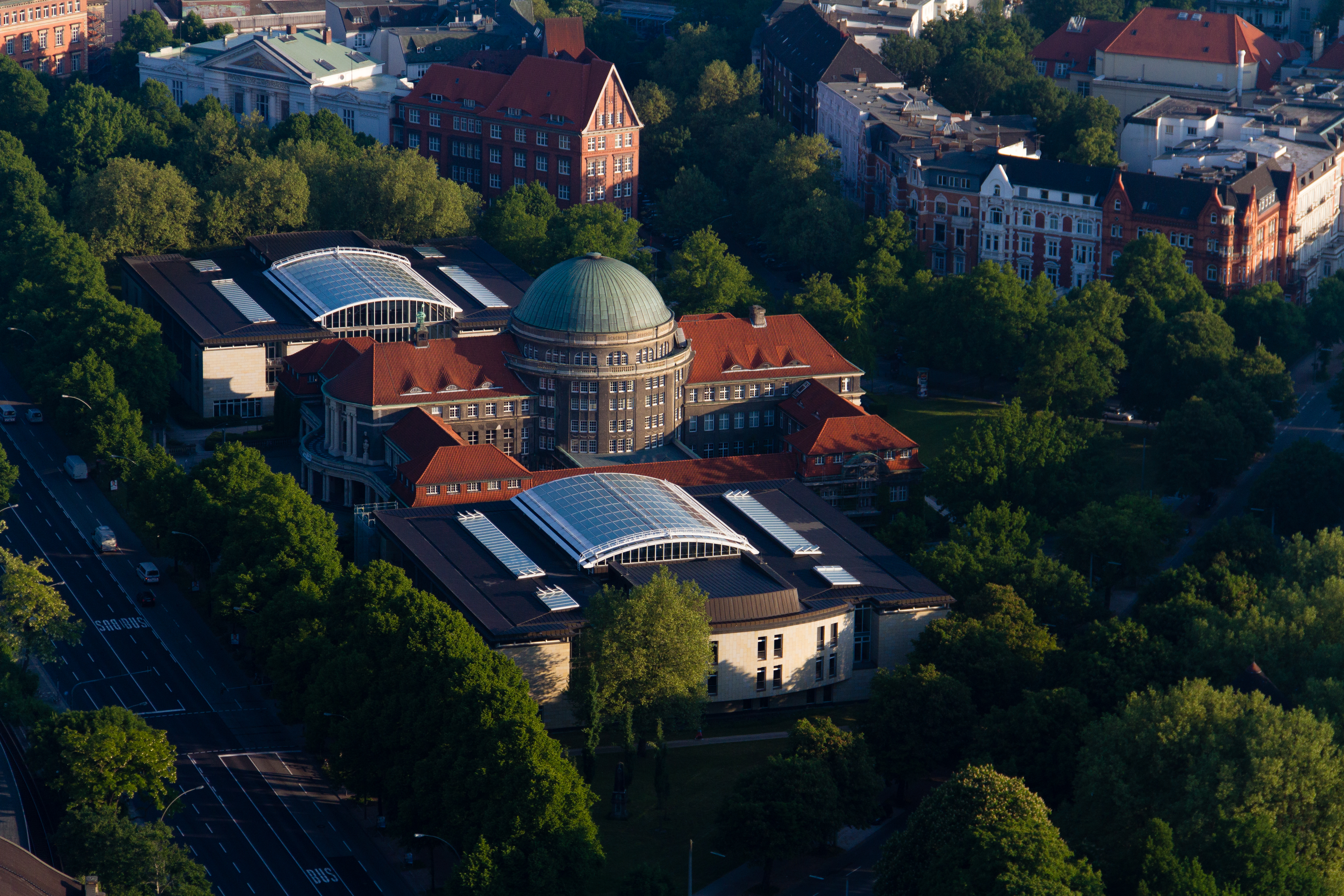
Unten: Asien-Afrika-Institut,
Mitte: Universität Hamburg

Das Asien-Afrika-Institut ist eine Einrichtung der Universität Hamburg mit Abteilungen für Afrikanistik, Äthiopistik, Austronesistik, Indologie, Iranistik, Islamwissenschaft, Japanologie, Koreanistik, Sinologie, Thaiistik, Tibetologie, Turkologie und Vietnamistik.

## Geschichte
Die Ursprünge der Orientalistik in Hamburg liegen am 1613 gegründeten Akademischen Gymnasium, wo es eine Professur für orientalische Sprachen im Rahmen der Theologenausbildung gab. Als „Stammvater“ der Hamburger Orientalisten gilt Hermann Samuel Reimarus, der die Professur ab 1727 innehatte und sich neben den für die Bibel relevanten Sprachen auch mit dem Chinesischen befasste. Auch Georg Behrmann war von Haus aus Theologe, der sich Arabisch, Persisch und Türkisch aneignete und als Gastgeber des Internationalen Orientalistenkongresses 1902 in Hamburg fungierte.
Ein wichtiger Vorläufer des Asien-Afrika-Instituts war das 1908 gegründete Hamburgische Kolonialinstitut, an dem neben Lehrstühlen für koloniale Wirtschaft, Recht und Geographie auch eine Professur für Geschichte und Kultur des Orients eingerichtet wurde, auf die Carl Heinrich Becker berufen wurde. Anfang 1910 wurden zwei weitere Lehrstühle, für afrikanische und ostasiatische Sprachen, eingerichtet. Der Afrikanistik-Lehrstuhl war der weltweit erste dieses Faches, erster Inhaber war Carl Meinhof. Das Kolonialinstitut nutzte ab 1911 das von Edmund Siemers gestiftete Vorlesungsgebäude in Rotherbaum, das heutige Hauptgebäude der Universität Hamburg. Mit Gründung der Universität Hamburg 1919, deren Aufgabe anfangs war, „besonders für die Förderung der Auslands- und Kolonialkunde zu sorgen“, wurde das Kolonialinstitut in die Philosophische Fakultät integriert.
1969 wurden an der Universität Hamburg die Fakultäten aufgelöst und durch 15 Fachbereiche mit jeweils eigenem Dekan ersetzt. Einer davon war der Fachbereich Orientalistik. Aus diesem ging 2000 das Asien-Afrika-Institut hervor, das den 2002 fertiggestellten östlichen Flügelbau neben dem Hauptgebäude bezog. Seit die Universität 2006 wieder in Fakultäten gegliedert wurde, ist das Asien-Afrika-Institut Teil der Fakultät für Geisteswissenschaften.

## Abteilungen des Asien-Afrika-Instituts

### Abteilung für Sprache und Kultur Japans
- Japanologie

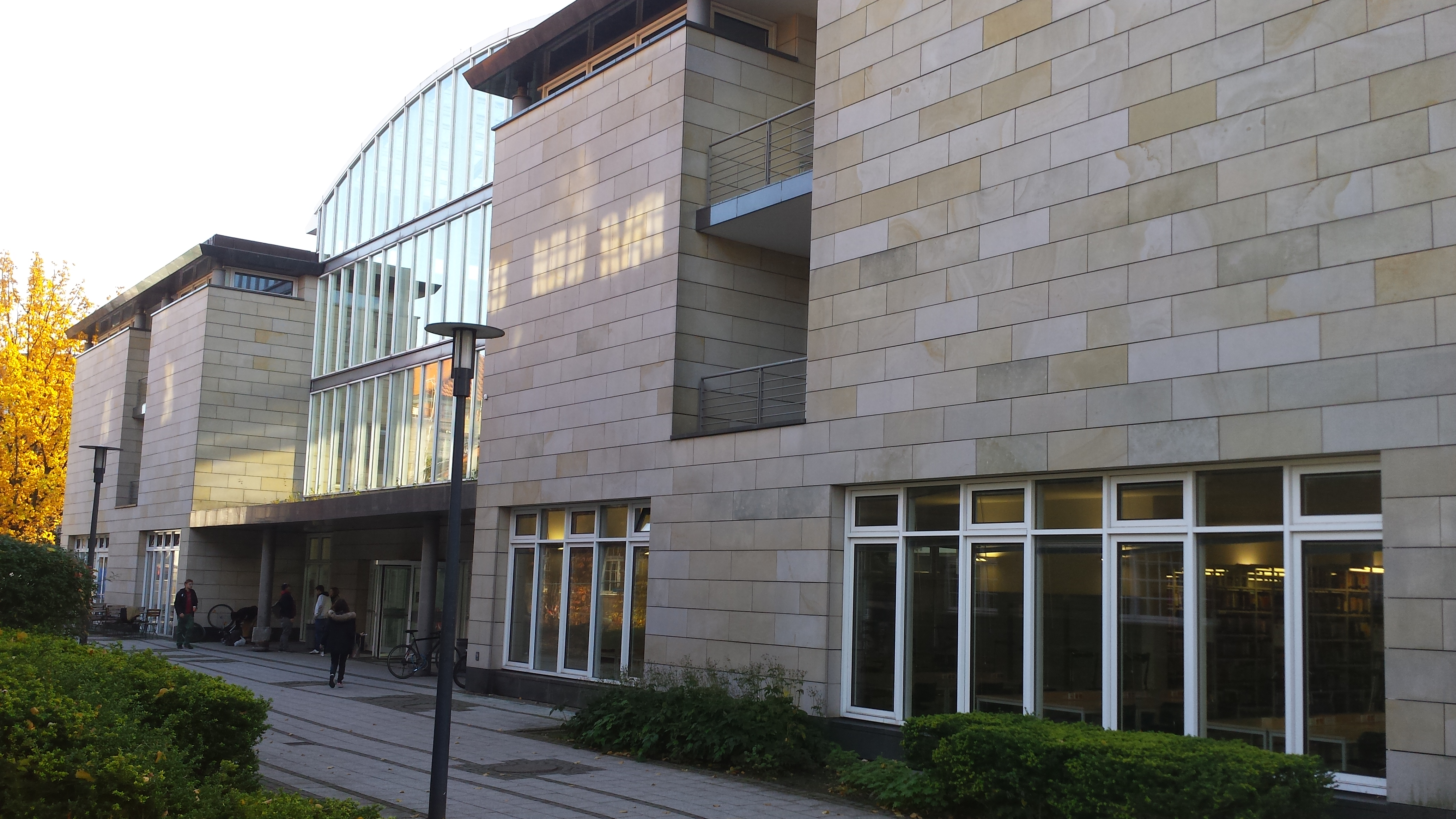
Eingang des Asien-Afrika-Instituts

Der erste deutsche Lehrstuhl für Sprache und Kultur Japans wurde 1914 in Hamburg eingerichtet. Das Hauptinteresse seines Gründungsordinarius Karl Florenz galt zwar der Literatur und Religion der Vormoderne, in der Lehre jedoch kam das moderne Japan keineswegs zu kurz. 1936 übernahm Wilhelm Gundert die Leitung, wurde 1945 jedoch auf Grund seiner universitätspolitischen Rolle während der NS-Zeit seiner Lehrverpflichtungen entbunden. Von den 1950er bis in die 1980er Jahre lehrten Oscar Benl als Literaturwissenschaftler und Übersetzer und Günther Wenck (1916–1992) als Sprachwissenschaftler. Von 1957 bis 1978 unterrichteten Géza Siegfried Dombrady (Literatur), von 1983 bis 2005 Roland Schneider (Sprache und Literatur des Mittelalters), von 1987 bis 1993 Klaus Antoni (Kulturanthropologie), ab 1994 Manfred Pohl (Staat, Politik und Gesellschaft), von 1995 bis 1999 Kay Genenz (Kulturelle Entwicklung und Sprachdidaktik) und seit 2006 Jörg B. Quenzer (Literatur, Geistes- und Kulturgeschichte) am Seminar.
Neben den Veröffentlichungen der OAG Hamburg (Nachrichten der Gesellschaft für Natur- und Völkerkunde Ostasiens (NOAG)), Mitteilungen der Gesellschaft für Natur- und Völkerkunde Ostasiens (MOAG) betreut die Abteilung zusammen mit der Sinologie auch die ostasienwissenschaftliche Zeitschrift Oriens Extremus.

### Abteilung für Sprache und Kultur Chinas
Die Abteilung für Sprache und Kultur Chinas verfügt über einen Arbeitsbereich für Koreanistik. Die Abteilung gibt die referierte Fachzeitschrift Oriens Extremus heraus.
- Sinologie

Hauptsächlich bietet die Abteilung für Sprache und Kultur Chinas die zwei Studiengänge „Internationaler Bachelor of Arts Ostasien / Sinologie“ sowie „Wirtschaft und Kultur Chinas (B.A.)“, sowie ein Masterprogramm der Sinologie an.
Der auslaufende Magister Sinologie ist in Hamburg in die Studiengänge „Sprache und Literatur Chinas“ (Sinologie I) und „Staat und Gesellschaft Chinas“ (Sinologie II) unterteilt. Studierende hatten die Möglichkeit, jeweils eine der beiden Richtungen als Haupt-, die andere als Nebenfach zu wählen.
Die zwei Professuren im Bereich der Sinologie werden von Michael Friedrich und Kai Vogelsang ausgefüllt. Außerdem existiert eine Professur des Arbeitsbereiches Koreanistik.
- Koreanistik

Der Arbeitsbereich für Koreanistik besitzt eine Professorenstelle, die seit 2012 von Yvonne Schulz Zinda ausgefüllt wird.

### Abteilung für Sprachen und Kulturen Südostasiens
- Austronesistik (Indonesische und Südseesprachen)
- Thaiistik
- Vietnamistik

### Abteilung für Sprache und Kultur Indiens und Tibets
- Indologie
- Tibetologie

Ganze vier Universitäten in Deutschland bieten derzeit Tibetologie als Studienfach an: Universität Hamburg, Universität München, Universität Leipzig und Universität Bonn.
Der Fachbereich in Hamburg beinhaltet einen Lehrstuhl für Buddhismuskunde.

### Abteilung für Geschichte und Kultur des Vorderen Orients
Die Abteilung wurde 1908 im Rahmen des Hamburgischen Kolonialinstitutes gegründet. Der erste Direktor war der Begründer der deutschen Islamwissenschaft, Carl Heinrich Becker. Ursprünglich sollte das Seminar Kaufleute und Beamte durch sprach- und landeskundliche Kurse auf den Einsatz im Orient vorbereiten. Neben die zeitgeschichtliche Forschung und die Einführung in Sprache und Landeskunde stehen jetzt Geschichte und Philologie im Vordergrund. Bei Themen aus der aktuellen Politik des Nahen Ostens arbeitet die Abteilung mit dem GIGA Institut für Nahost-Studien zusammen.
- Arbeitsbereich Islamwissenschaft

Die Islamwissenschaft beschäftigt sich mit der Geschichte und Kultur der islamischen Welt von den Anfängen bis zur Gegenwart. Grundlage sind überwiegend schriftliche Zeugnisse in den Literatursprachen dieses Raumes (Arabisch, Türkisch, Persisch). Schwerpunkte der Arbeit in diesem Arbeitsbereich sind Kulturgeschichte, Recht und Materialkultur (so zum Beispiel Numismatik und Manuskriptkunde). Im Arbeitsbereich wird Der Islam, eine der ältesten Fachzeitschriften, herausgegeben. Die historische Tradition des Arbeitsbereichs wurde nach dem Zweiten Weltkrieg durch Bertold Spuler, Albrecht Noth und Lawrence I. Conrad weitergeführt und wird derzeit von Thomas Eich (seit 2010), Stefan Heidemann (seit 2011) und Konrad Hirschler (seit 2021) vertreten.
- Arbeitsbereich Turkologie

Gegenstand der Turkologie ist die Sprache, Geschichte und Kultur der Türken. Die Forschungsinteressen in Hamburg richten sich vor allem auf: Geschichte und Kultur des Osmanischen Reiches und die moderne Geschichte der Türkei, osmanische und moderne türkische Literatur sowie türkische Migranten in Deutschland; bei den Zentralasienstudien wird Aserbaidschan besonders berücksichtigt. Erst mit der Ernennung von Annemarie von Gabain zur außerplanmäßigen Professorin 1948 wurden türkische Studien aus der Islamkunde herausgelöst und als eigenes Hauptfach verankert, zunächst mit dem Schwergewicht auf der allgemeinen Turkologie (Alttürkisch, zentralasiatische Turksprachen) und in enger Verbindung mit der Altaistik, Finno-Ugristik und Sinologie (chinesischer und zentralasiatischer Buddhismus). Unter ihrer Nachfolgerin Barbara Flemming kamen das Türkeitürkische in sprachwissenschaftlicher, historischer und literaturwissenschaftlicher Richtung hinzu, Hanna Sohrweide (1980) pflegte insbesondere die Osmanistik. Mit der Berufung von Petra Kappert 1979 wurde die Turkologie zu einem eigenen Arbeitsbereich am Seminar. Raoul Motika vertritt seit Oktober 2006 das und war von Oktober 2010 bis September 2020 Direktor des Orient-Instituts Istanbul (DGIA).
- Arbeitsbereich Iranistik

Das Fach Iranistik wurde 1919 bis 1930 von Heinrich Junker und Hans Reichelt vertreten, dann von 1937 bis 1954 von Jehangir Tavadia. 1948 wechselte es mit der Berufung von Wolfgang Lentz vom Sprachwissenschaftlichen und Indologischen zum Orientalischen Seminar über, wo es 1966 ein selbständiger Arbeitsbereich wurde. Anschließend vertrat Ronald Erich Emmerick das Fach zwischen 1971 und 2001. Seit Dezember 2004 vertritt Ludwig Paul das Fach mit Schwerpunkten auf iranische Sprachwissenschaft, insbesondere Geschichte des Persischen und Westiranische Dialektologie sowie die moderne Geschichte Irans. Seit Dezember 2022 vertritt Shervin Farridnejad das Fach zusätzlich mit den Schwerpunkten auf Iranische Religionen und Handschriftenkulturen, insbesondere Zoroastrismus, Geschichte und Literatur der zoroastrischen Gemeinschaften der Parsis sowie Geschichte und Literatur des iranischen und persischsprachigen Juden.

### Abteilung für Afrikanistik und Äthiopistik

#### Professoren der Abteilung
- Carl Meinhof

1909 wurde in Hamburg am damaligen Hamburgischen Kolonialinstitut eine Professur für afrikanische Sprachen eingerichtet. Hamburg kann damit für sich in Anspruch nehmen, den ältesten Lehrstuhl dieser Art auf der Welt geschaffen zu haben. Besetzt wurde diese Stelle mit Carl Meinhof (1857–1944). Ursprünglich Pastor in Zizow, einem Dorf in Pommern, der sich in seiner freien Zeit seinen vielseitigen philologischen Interessen widmete, hatte Meinhof durch Zufall über ein benachbartes Rittergut Kontakt mit afrikanischen Sprachen bekommen: Er sollte einem dort lebenden Duala-Jungen Deutschunterricht erteilen.
In seinen in ihren Grundzügen heute noch nicht überholten Arbeiten (im Jahre 1984 ist in dritter Auflage die Vergleichende Lautlehre der Bantusprachen in englischer Übersetzung wieder herausgegeben worden) hat Meinhof die Prinzipien der vergleichenden Sprachwissenschaft des ausgehenden 19. Jahrhunderts auf Sprachen übertragen, die auf keine schriftliche Überlieferung zurückschauen konnten.
- August Klingenheben

Nachfolger Meinhofs wurde 1936 August Klingenheben (1886–1967), der nach dem Studium der Semitistik und Theologie als wissenschaftlicher Hilfsarbeiter im Jahre 1911 an das Hamburger Seminar kam. Zusammen mit Meinhof unternahm er von hier aus eine längere Studienreise in den Sudan. Nach dem Kriegsdienst (ab 1917 als türkischer Oberleutnant im Vorderen Orient) promoviert er 1920 über einen Hausa-Dialekt. Klingenheben konzentrierte seine wissenschaftlichen Interessen auf die Gebiete, in denen ein deutscher Afrikanist nach dem Ersten Weltkrieg ohne Schwierigkeiten arbeiten konnte: die nichtkolonisierten Staaten Afrikas, Äthiopien und Liberia.
- Johannes Lukas

Nachfolger Klingenhebens wurde Johannes Lukas (1901–1980), der als Hauslehrer zu einem längeren Aufenthalt nach Ägypten ging, wo er an der Al-Azhar-Universität mit zahlreichen Studenten aus zentralafrikanischen Ländern Kontakt aufnehmen konnte. Er gewann sie als erste Informanten für die Arbeit an ihren Muttersprachen.
- Emmi Kähler-Meyer

Neben dem Lehrstuhl für Afrikanische Sprachen und Kulturen besteht seit 1949 eine zweite Professur. Bis zu ihrer Pensionierung im Jahre 1969 nahm die Bantuistin Emmi Kähler-Meyer diese Professur ein. Als ehemalige Sekretärin Meinhofs hatte sie (ab 1927) parallel zu ihrem Beruf das Studium der Afrikanistik absolviert. Kähler-Meyer fühlte sich während ihres langen akademischen Schaffens in besonderer Weise dem Erbe Meinhofs verpflichtet, das sie vor allem als langjährige Herausgeberin und Schriftleiterin der von Meinhof 1910 begründeten Zeitschrift „Afrika und Übersee“ (heutiger Name) bewahrte.
- Anton Vorbichler

Von 1970 bis 1974 nahm der Steyler-Pater Anton Vorbichler die zweite afrikanistische Professur wahr. Neben der Behandlung bantuistischer Themen lenkte er die Aufmerksamkeit seiner Hörer vor allem auf die Sprachenwelt Zaires, wo er zwischen 1954 und 1960 als Missionar tätig gewesen war.
- Ernst Hammerschmidt

Als Nachfolger von Lukas kam 1970 der Äthiopist Ernst Hammerschmidt an das Institut. Seine Leistungen liegen in der Erschließung grundlegender Quellen und Arbeitsmittel für die Äthiopistik, für deren Veröffentlichung er in der von ihm begründeten Reihe Äthiopistische Forschungen als Herausgeber Sorge trug. Als Nachfolger Hammerschmidts wurde 1990 der Äthiopist Siegbert Uhlig berufen, der bis 2004 den Arbeitsbereich „Äthiopistik“ innerhalb der Abteilung für Afrikanistik und Äthiopistik vertrat.
- Ludwig Gerhardt

Im Jahre 1975 trat Ludwig Gerhardt die Nachfolge Vorbichlers an. Gerhardt vertritt nicht nur die traditionsgemäß mit dieser Professur verbundene engere Bantuistik, sondern erweitert sie wesentlich um die mit den Bantusprachen Ost- und Südafrikas weitläufig verwandten Sprachen Westafrikas der Niger-Kongo-Sprachfamilie.
- Ekkehard Wolff

Von 1983 bis 1994 verfügte das Institut über eine dritte Professur. Mit deren Wahrnehmung durch Ekkehard Wolff waren damit wieder jene Forschungs- und Lehrbereiche vertreten, die seit dem Ausscheiden von Johannes Lukas (1970) weitgehend verwaist waren: die tschadischen Sprachen innerhalb des Afroasiatischen und die saharanischen Sprachen innerhalb des Nilo-Saharanischen sowie das Berberische.

#### Forschung der Abteilung
Zu der Abteilung gehört der Sonderforschungsbereich für Umbrüche in Afrikanischen Gesellschaften und ihre Bewältigung.

## Zugehörige Einrichtung: Zentrum für Buddhismuskunde (ZfB)
Seit 2007 verfügt das Asien-Afrika-Institut mit dem Zentrum für Buddhismuskunde (ZfB) über eine interdisziplinäre Einrichtung, die sich der Erforschung des Buddhismus aus den Perspektiven der Indologie, Japanologie, Koreanistik, Sinologie, Thaiistik, Tibetologie und Vietnamistik widmet und Lehrveranstaltungen für Studierende und Öffentlichkeit anbietet.

## Interdisziplinäre Forschung am Asien-Afrika-Institut
Seit 2011 fördert die DFG am Asien-Afrika-Institut den Sonderforschungsbereich 950 Manuskriptkulturen in Asien, Afrika und Europa.

## Die Bibliothek
Die Bibliothek des Asien-Afrika-Instituts liegt im Erdgeschoss des ESA-OST (Edmund-Siemers-Allee 1) und umfasst rund 370.000 Medieneinheiten zu den Themen Afrika, Austronesien, China, Indien und Tibet, Japan, Korea, Thailand, Vietnam und den Vorderen Orient. Sie steht allen Mitgliedern der Universität sowie Stadtlesern offen und bietet neben wissenschaftlichen Texten auch schöne Literatur aus den Ländern. Mit einem Leseausweis des Bibliothekssystems der Universität Hamburg können hier Bücher für zwei Wochen, plus Verlängerungen ausgeliehen werden.